# دمیترو نپوهدوف
دمیترو نپوهدوف (اوکراینی: Дмитро Михайлович Непогодов؛ زادهٔ ۱۷ فوریهٔ ۱۹۸۸) بازیکن فوتبال اهل اوکراین است.
از باشگاه‌هایی که در آن بازی کرده‌است می‌توان به باشگاه فوتبال المپیک مارسی، باشگاه فوتبال توبول، باشگاه فوتبال متالورگ دونتسک، باشگاه فوتبال فورسکلا پولتاوا، و باشگاه فوتبال اورارتو اشاره کرد.
وی همچنین در تیم‌های ملی فوتبال Ukraine national under-17 football team, Ukraine national under-18 football team, Ukraine national under-19 football team، زیر ۲۱ سال اوکراین، و قزاقستان بازی کرده‌است.